# فورزا موتورسبورت 7
فورزا موتورسبورت 7 (بالإنجليزية: Forza Motorsport 7)‏ هي لعبة فيديو سباقات تاريخ صدورها هو 3 أكتوبر 2017، وهي متوفرة على أجهزة ويندوز وإكس بوكس ون. اللعبة من تطوير تيرن 10 ستوديوز ومن نشر مايكروسوفت ستوديوز. تم الإعلان عنها في معرض الترفيه الإلكتروني 2017. هي اللعبة العاشرة في سلسلة فورزا موتورسبورت. سوف تحتوي على اللغة العربية. تحتوي على أكثر من 700 سيارة مع إمكانية إجراء أكثر من 200 تعديل عليها. يوجد 30 مكانا للسباق. تحتوي على نظام طقس ديناميكي يتغير أثناء السباق.

## وصلات خارجية
- الموقع الرسمي